# Matka Boża Pokrzyw

Figurka Matki Bożej Pokrzyw

Matka Boża Pokrzyw (org. Nossa Senhora da Ortiga) – jeden z tytułów Najświętszej Maryi Panny. Według tradycji powstał po objawieniach Matki Bożej, które miało mieć miejsce w 1758 roku w Fatimie, w Portugalii. Matka Boża ukazała  się wtedy niemej pasterce i przywróciła jej głos.  

## Historia

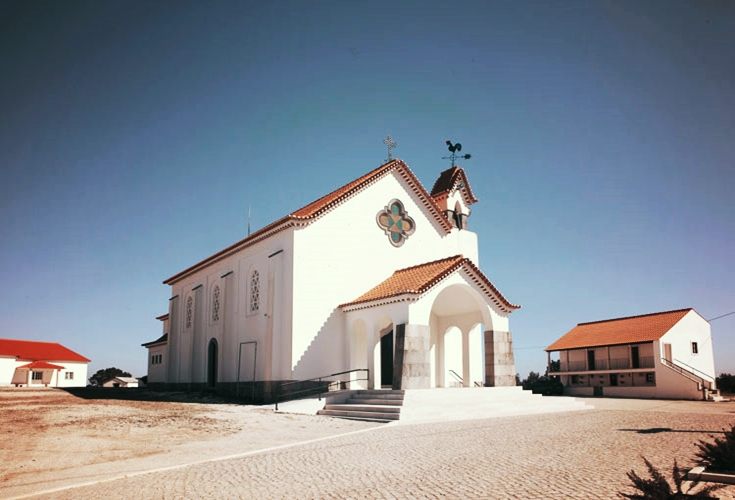
Sanktuarium Matki Bożej Pokrzyw

Zgodnie z tradycją, Matka Boża pojawiła się w roku 1758 - w miejscu, gdzie obecnie znajduje się Sanktuarium Matki Bożej Pokrzyw. Ukazała się niemej pasterce i poprosiła o jedną z owiec. Dziewczyna, która była niemową od urodzenia, poczuła, że może mówić. Odpowiedziała Pani, że nie da jej owiec bez zgody ojca, który mieszkał w Casal de Santa Maria. Obiecała jednak udać się do ojca i zapytać o zgodę.
Rodzice byli zdumieni i szczęśliwi, gdy usłyszeli, że ich córka płynnie mówi. Zgodzili się spełnić każde życzenie Nieznajomej. Kiedy pasterka wróciła na miejsce objawienia, Matka Boża poleciła, aby w podzięce za cud wybudowano we wsi kaplicę. 
Niedługo potem, w miejscu, gdzie doszło do wyjątkowego spotkania, znaleziono figurę Matki Bożej. Choć odniesiono ją do jednego z lokalnych kościołów, figurka znikała, aby ponownie można było ją odnaleźć w tym samym miejscu – w pokrzywach. 
W miejscu objawienia Matki Bożej, zgodnie z jej życzeniem powstała mała kaplica, która z czasem została powiększona, stając się sanktuarium.
W 1801 roku papież Pius VII udzielił odpustu zupełnego (z okazji zakończenia Roku Jubileuszowego 1800) wszystkim pielgrzymom, którzy odwiedzają wspomniane sanktuarium maryjne w pierwszą niedzielę lipca i dwa kolejne dni.